# Pirgos (Creta)

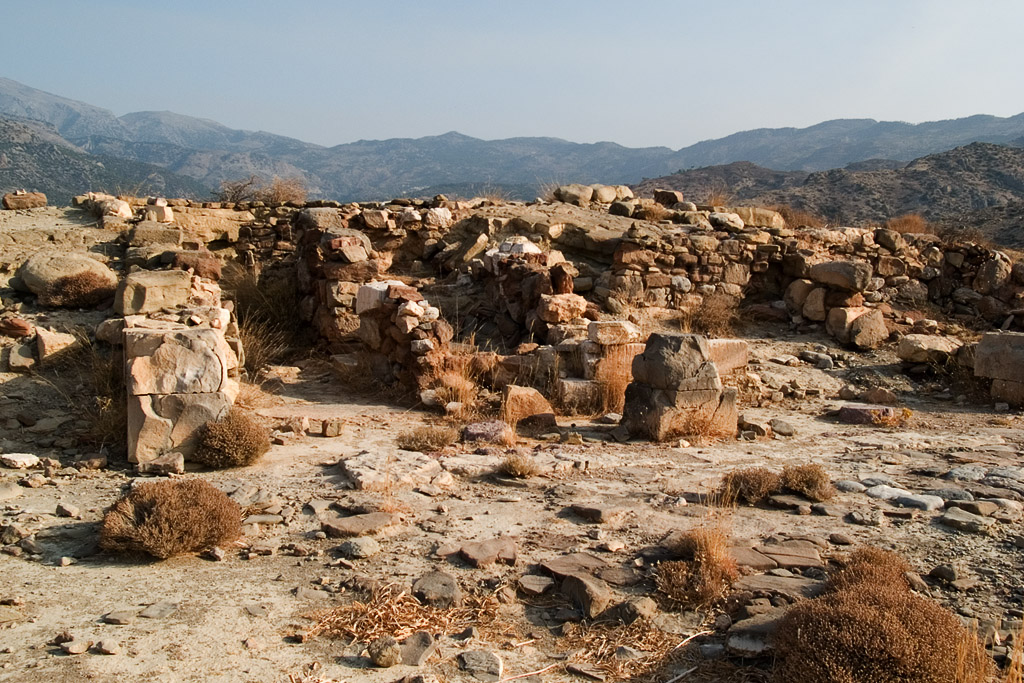
Ruinas de Pirgos.

Pirgos (en griego: Πύργος, también Mirtos-Pirgos, en griego: Μύρτος Πύργος) es un yacimiento arqueológico minoico próximo a la ciudad de Mirtos en el municipio de Ierápetra en la unidad regional de Lasithi en la costa sur de Creta. Está situada a 1,7 km al oeste de Furnu Korifí, donde se cruzan las rutas de montaña del interior (meseta de Lasíti) a la costa. En el valle circundante se producía cebada, habas y aceite.
Fue excavado por Gerald Cadogan entre 1970-1982, campaña arqueológica dividida en cuatro fases ocupacionales Pirgos I-IV. Fue fundada en el periodo Minoico Antiguo IIA (Pirgos I) y fue, como Furnu Korifí, destruida en el Minoico Antiguo IIB. Según Cadogan, fue repoblada durante el Minoico Medio IA (Pirgos II). Las otras dos fases Pirgos III y IV están fechadas respectivamente en el Minoico Medio IB-MM II y el Minoico Tardío I. Se descubrieron varios edificios y una tumba de dos pisos donde había dos osarios conteniendo 65 cadáveres. Una torre (posiblemente usada como tumba debido a los restos humanos encontrados en el interior) y una cisterna, son visibles en el yacimiento. Se cree que la construcción más importante era el edificio llamado «Casa de campo», donde se hallaron tablillas escritas en Lineal A, sellos de arcilla y artefactos habituales en los santuarios. Según Cadogan, este edificio presenta evidencias administrativas, religiosas y económicas, de las que se podría inferir su uso como santuario.